# Austrelatus aiyurensis
Austrelatus aiyurensis (лат.) — вид жуков-плавунцов рода Austrelatus из подсемейства Copelatinae (Dytiscidae). Новая Гвинея. Вид назван в честь ручья Айюра (Aiyura), где обнаружена типовая серия.

## Распространение
Встречается в Папуа на острове Новая Гвинея (провинция Истерн-Хайлендс, Aiyura).

## Описание
Мелкие жуки-плавунцы, длина около 7 мм. Представителей можно отличить от близких видов по следующей комбинации признаков: надкрылья с 11 бороздками; левая часть дорсального склерита срединной доли эдеагуса отчётливо вогнута апикально, вершина узкая, с длинным гребнем; вентральный склерит виден только в небольшой апикальной части на левом боковом виде. Надкрылья с 11+0 полосками: дорсальные полоски полные, всегда явно 11. Надкрылья коричневые, без желтовато-красной базальной полосы, желтоватые апикально.